# Nadarzyn (Mazovie)
Pour les articles homonymes, voir Nadarzyn.
Nadarzyn (prononciation : [naˈdaʐɨn]) est un village polonais de la gmina de Nadarzyn dans le powiat de Pruszków de la voïvodie de Mazovie dans le centre-est de la Pologne.
Le village est le siège administratif (chef-lieu) de la gmina appelée gmina de Nadarzyn.
Il se situe à environ 9 kilomètres au sud de Pruszków (siège du powiat) et à 20 kilomètres au sud-ouest de Varsovie (capitale de la Pologne).
Le village compte approximativement une population de 9 881 habitants.

## Histoire
De 1975 à 1998, le village appartenait administrativement à la voïvodie de Varsovie.

## Relations internationales

### Jumelages et partenaires
Le village de Nadarzyn est jumelé avec:
- Mərdəkan ( Azerbaïdjan)